# Castello di Sorci
Il castello di Sorci è un piccolo fortilizio sito in località San Lorenzo, presso Anghiari, in provincia di Arezzo. Tra il 1234 e il 1650 fu residenza estiva dell'influente casata ghibellina aretina Tarlati di Pietramala (1234-1388), del famoso condottiero Baldaccio Bruni con la moglie Annalena Malatesta (1388-1441) e della nobile famiglia Pichi di Sansepolcro (1443-1650).

## Storia
L'insolito nome dell'edificio, secondo le leggende locali, deriverebbe dall'esistenza, dopo il 1000, nella zona, di un castello dei Gatti, antagonista di quello dei Sorci che ebbe la meglio nello scontro tra le due famiglie. Secondo il filologo Nino Boriosi sarebbe invece più verosimile che Sorci provenga da sorco (dal tedesco sorku), con il significato di brughiera o scopeto.

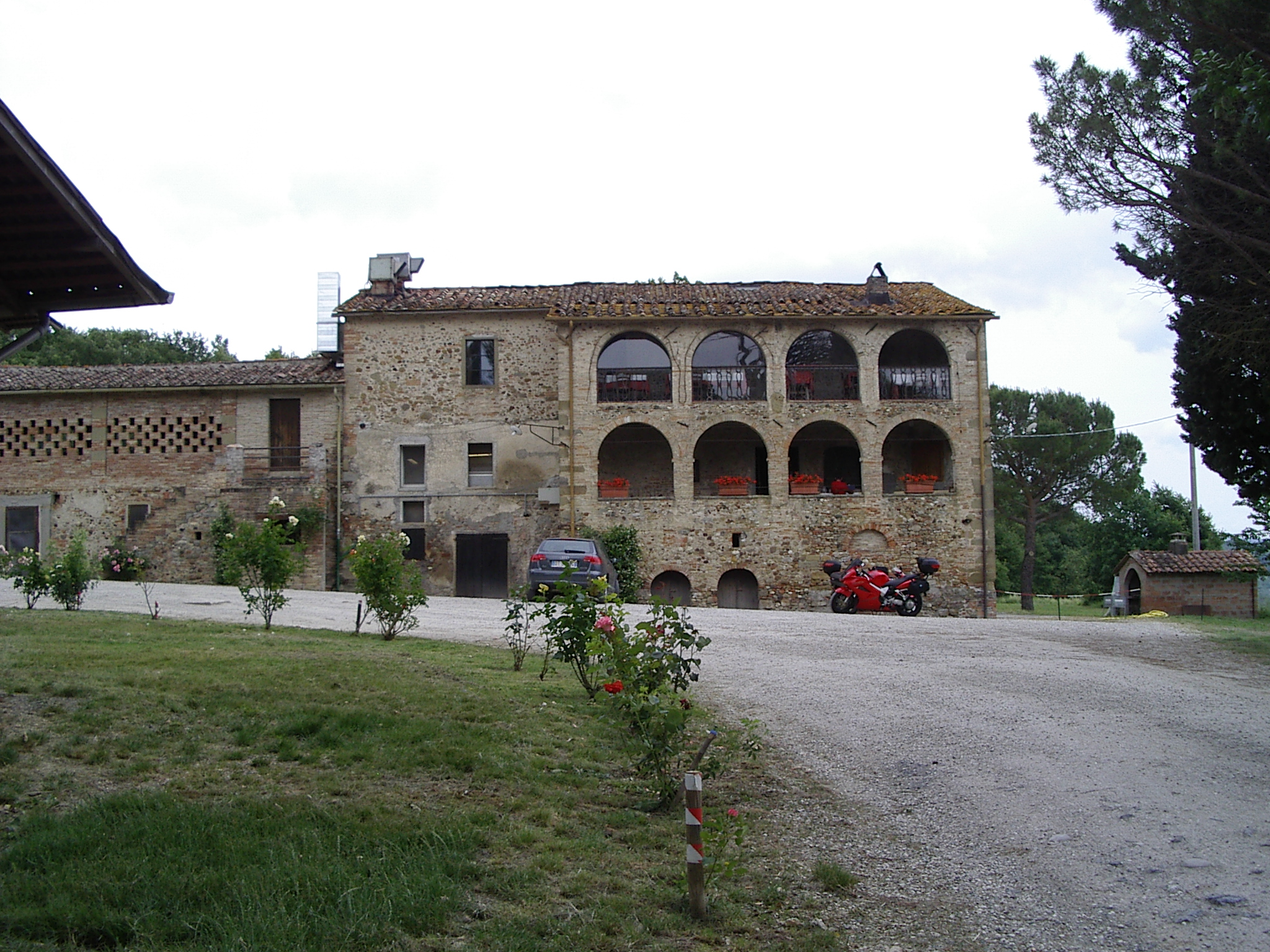
La locanda del castello

La costruzione del castello, secondo le cronache, risalirebbe al secolo XII: in un diploma dell'imperatore Enrico V del 1111, riguardante la proprietà della badia di san Bartolomeo di Anghiari, infatti, appariva il nome Sorci, in quell'epoca sede di un monastero.
Nel 1322 il maniero appartenne a Piersaccone Tarlati, fratello di Guido, vescovo e signore di Arezzo che glielo donò e rimase ai suoi eredi fino al 1388.
Durante il XIV secolo Sorci fu sede di una universitas, cioè un'associazione dei residenti locali che si riunivano per la tutela dei propri diritti.
In seguito all'estinzione del suddetto ramo della famiglia Tarlati, la rocca entrò in possesso, un po' contrastato, del famoso condottiero Baldaccio Bruni (1400 circa-1441), al cui nome sarà sempre correlata, anche oggi.
Baldaccio soggiornò a Sorci, durante le pause delle sue battaglie, con la moglie Annalena Malatesta di Giaggiolo, discendente dal dantesco Paolo, e il figlioletto. Annalena si ritirò qui dopo l'uccisione a tradimento del marito, avvenuta in Firenze il 6 settembre 1441. In seguito alla morte, a causa della peste, del decenne erede, indossò l'abito delle monache domenicane e visse ancora pochi anni.
I Pichi, potente famiglia di Sansepolcro, che già avevano contestato a Baldaccio la legittimità del suo possesso su Sorci, ora ne diventarono proprietari e rimasero tali fino al 1650. Il piccolo castello, isolato in una vallata, risultava conveniente per i Pichi, onde allontanarsi dalle dispute delle fazioni cittadine: vi dimorarono frequentemente trasformandolo in una residenza-fattoria con una vera e propria azienda agricola, destinazione economica ancora oggi attuale. Lo sviluppo della tenuta in tal senso si verificò soprattutto nel 1532 ad opera di Taviano Pichi, che si dedicò molto all'attività facendo costruire anche un efficiente mulino. Nel 1520 il castello, con tutto il territorio della parrocchia di Sorci, venne scorporato dalla Diocesi di Città di Castello e aggregato a quella di Sansepolcro ad opera di papa Leone X.
Nei secoli successivi, la diffusione del colera, la guerra di Citerna, dichiarata da Firenze, furono funeste circostanze per Sorci. I Pichi potenziarono le fortificazioni del castello e l'equipaggiamento dei soldati: la famiglia fece tanto per Sorci sotto vari punti di vista, anche per ampliarlo e decorarlo.
Nel 1647 il papa Innocenzo X, nonostante lo Stato Pontificio avesse già tentato di occupare il territorio anghiarese, riconobbe i meriti dei Pichi e concesse a Francesco il rango di marchese di Sorci: Anghiari, però, protestò vivacemente contro la creazione del nuovo feudo, al punto che il pontefice revocò la signoria lasciando solo il titolo nobiliare.
Dalla metà del Seicento, pertanto, iniziò il declino del castello, spesso privo di efficace manutenzione. Dopo i Pichi furono titolari della proprietà le seguenti famiglie: Giachetti, Zampa, Bonservizi e Barelli. Questi ultimi restaurarono con cura e rispetto gran parte dell'antica costruzione.
Il castello era caratterizzato da due strutture unite tra loro e, nel lato meridionale, la torre quadrata mozza, assorbita dalla massa dell'edificio. A trecento metri venne eretto un tempietto ed uno stabile porticato, assai caratteristico, ora denominato locanda.
 Sopra il bel portale principale d'ingresso campeggiava lo stemma dei Pichi, presente in altri punti del complesso.
 Nella cinquecentesca ed armoniosa corte i Pichi fecero realizzare la chiesetta di famiglia, dedicata a san Lorenzo. Dalla scala si accedeva all'appartamento signorile con un altro blasone della suddetta casata scolpito sul camino.
 Il maniero fu abbellito con finestre in stile fiorentino e vari motivi rinascimentali.
Nell'interno interessanti la camera di Baldaccio, la sala degli specchi, delle armature, di mezzo, del biliardo, la grande cucina, le segrete.
Il castello di Sorci, forse per i singolari personaggi che vi risiedettero o per l'ubicazione solitaria, acquisi negli anni un'inquietante rinomanza per le presunte manifestazioni spettrali, spesso riguardanti Baldaccio, che avverrebbero tra le sue mura.

## Il Castello di Sorci nei media
Nel Castello di Sorci sono state girate alcune scene del film Non ci resta che piangere di Roberto Benigni e Massimo Troisi.

## Galleria d'immagini

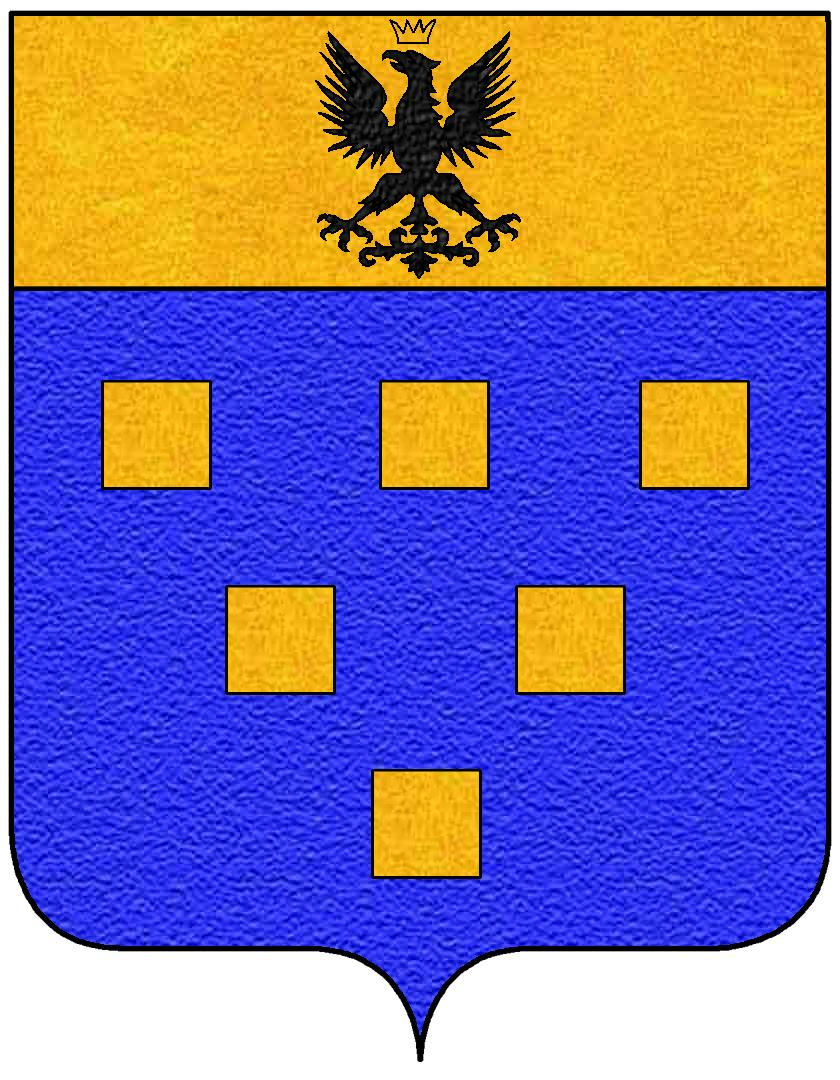
Lo stemma dei Tarlati
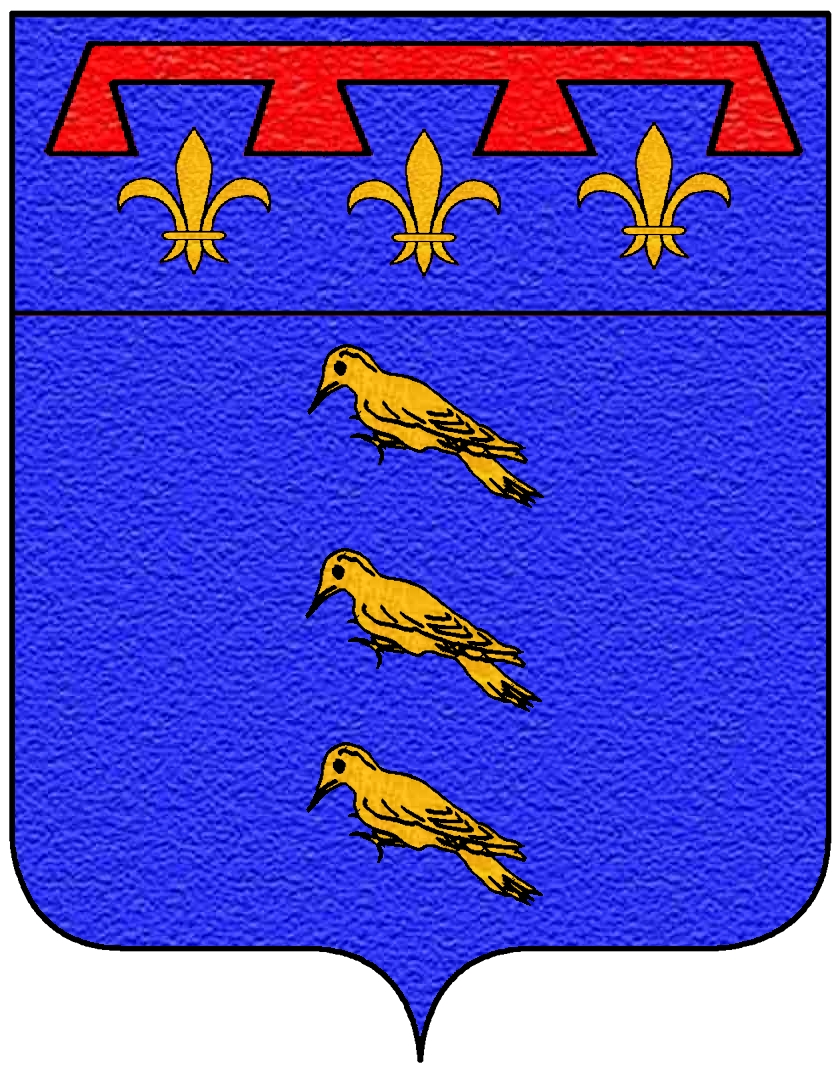
Lo stemma dei Pichi
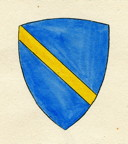
Lo stemma dei Bruni